# دورجه لهکپا
دورجه لهکپا (به لاتین: Dorje Lhakpa) یک کوه در نپال است که در Langtang, Nepal واقع شده‌است. دورجه لهکپا ۶٬۹۶۶ متر بالاتر از سطح دریا واقع شده‌است.